# Pachypygus freemani
Pachypygus freemani is een eenoogkreeftjessoort uit de familie van de Notodelphyidae. De wetenschappelijke naam van de soort is voor het eerst geldig gepubliceerd in 1968 door Hammond.